# Sacerdotii Nostri Primordia

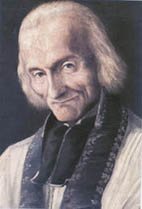
Іван Марія Віанней

Sacerdotii Nostri Primordia (Початок нашого священства) — друга енцикліка папи Івана ХХІІІ, опублікована 1 серпня 1959 року. Написана з нагоди сторіччя від дня смерті кюре з Арсу.

## Зміст
- Вступ
- І — Священича аскеза
- ІІ — Молитва і Євхаристійний культ
- ІІІ — Душпастирська ревність
- Закінчення